# エリカモドキ
エリカモドキ (Bauera rubioides) は、クノニア科の常緑低木。以前はユキノシタ科とされていた。オーストラリア東部原産。別名アイノカンザシ（愛の簪）。花期は春で花の色はピンクまたは白。下向きに咲く。